# شب قهرمانان (۲۰۱۴)
شب قهرمانان (۲۰۱۴) به انگلیسی:(Night of champions (2014 یک رویداد غیر رایگان (Pay-Per-View) در کشتی حرفه‌ای می‌باشد که توسط کمپانی دبلیودبلیوئی تهیه می‌شود و این دوره اش هم در ۲۱ سپتامبر ۲۰۱۴ در مجموعه ورزشی بریج‌اِستون اِرینا شهر نشویل ایالت تنسی برگزار گردید. این چهاردهمین شب قهرمانان (با احتساب نام قبلی‌اش یعنی وِنجِنس) در تاریخ دبلیو دبلیوئی و هشتمین پی پی وی در سری مسابقات ۲۰۱۴ کمپانی بود. روال معمول این PPV وی به این صورت است که همه عنوان دارهای دبلیودبلیوئی باید از کمربند خود دفاع کنند. اگرچه در بعضی رویدادهای ویژه دیگر کمپانی مانند پی بک (۲۰۱۳) هم این اتفاق افتاده ‌است.
در مسابقه اصلی، براک لزنر مقابل جان سینا قرار گرفت که در اواخر مسابقه، سِت رالینز ناگهان با چمدان مانی این د بنک خود به جان سینا حمله کرد؛ هرچند جان سینا بخاطر این اتفاق برنده مسابقه شد ولی براک لزنر کماکان قهرمان کمربند دبلیودبلیوئی سنگین‌وزن جهان باقی ماند.

## زمینه‌سازی

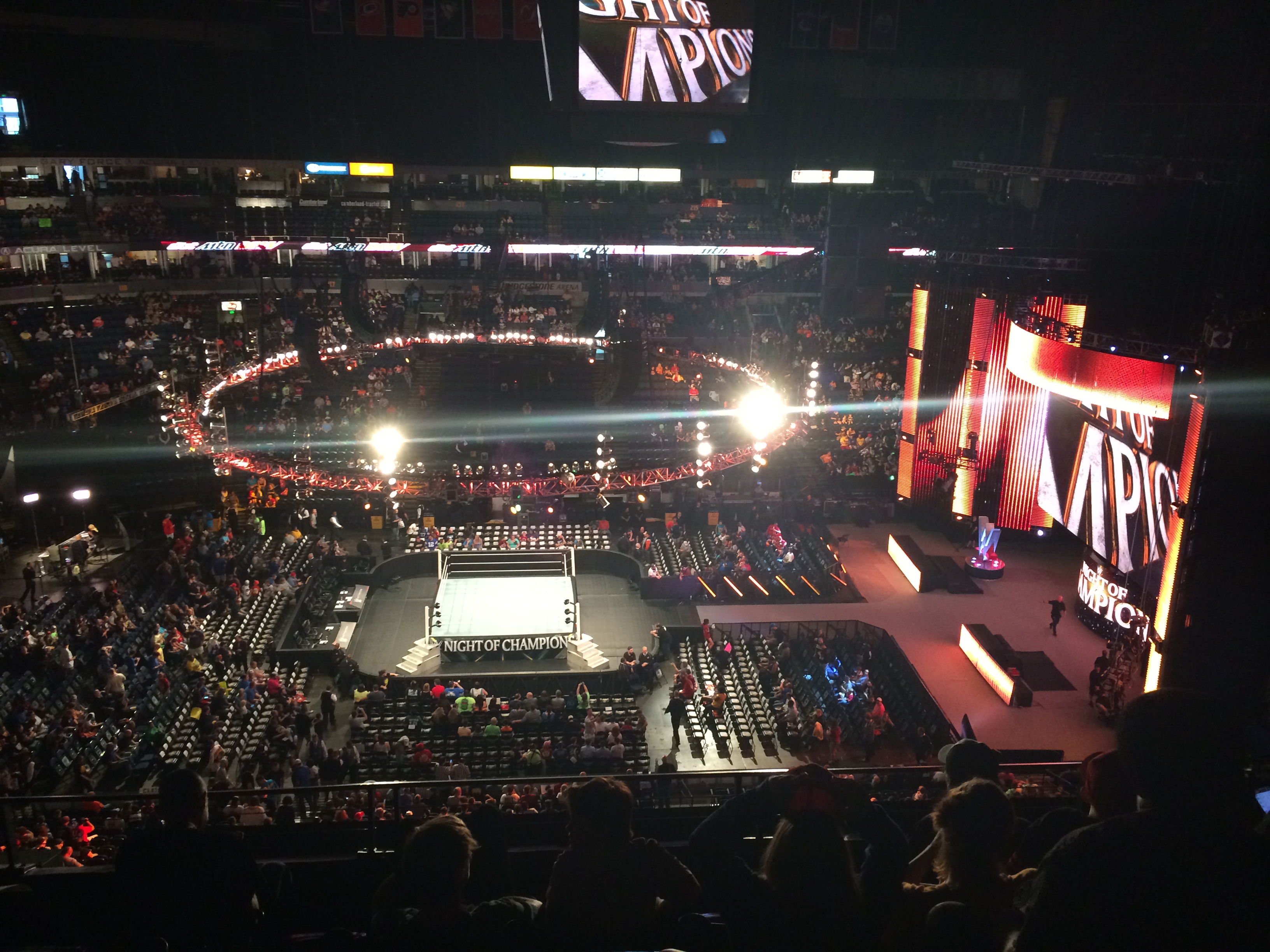
مسابقات شب قهرمانان (۲۰۱۴)

شب قهرمانان شامل مسابقاتی بین دشمنی‌های موجود، ماجراهای پیش آمده و استوری‌هایی خواهد بود که پیش از این در برنامه‌های راو یا اسمک داون پخش شده بود. کشتی‌گیرها با توجه به مسابقات یا سری اتفاقاتی که برایشان رخ می‌دهد و تنش را به حد اکثر می‌رساند، نقش منفی یا قهرمان به خود می‌گیرند.
در سامِراِسلم براک لزنر طی مسابقه‌ای یک‌طرفه با در هم شکستن جان سینا توانست قهرمان کمربند دبلیودبلیوئی سنگین‌وزن جهان شود. در قسمت ۱۹ آگوست برنامه مِین ایوِنت، تریپل اچ اعلام کرد که لزنر باید از کمربند خود در شب قهرمانان مقابل سینا دفاع کند.
در راو ۲۵ آگوست، سِزارو با شکست راب وَن دَم به رقیب شماره یک شیمس برای کمربند قهرمانی ایالات متحده آمریکا تبدیل شد. در اسمک‌داون ۲۹ آگوست، در WWE.com اعلام شد که شیمس باید از کمربندش در شب قهرمانان مقابل سِزارو دفاع کند.
در سامِراِسلم، دالف زیگلر با شکست د میز توانست کمربند قهرمانی بین قاره‌ای را تصاحب کند. در راو ۱۸ آگوست، د میز با شمارش معکوس توانست زیگلر را در یک مسابقه مجدد برای کمربند شکست دهد. در مِین ایوِنت ۲ سپتامبر اعلام شد که زیگلر باید در شب قهرمانان از کمربندش مقابل میز دفاع کند.
در رویداد سامِراِسلم، پِیج ای‌جی لی را شکست داد تا صاحب کمربند قهرمانی دیواز شود. در راو ۱ سپتامبر، استفنی مک‌ماهون درحالیکه با نیکی بِلا در رینگ حضور داشت، به او مسابقه قهرمانی دیواز در شب قهرمانان را اعطا کرد ولی اِی‌جِی وارد شد و برنامه را نیمه‌تمام گذاشت. در ۵ سپتامبر، استفنی اعلام کرد که در شب قهرمانان، پِیج باید از کمربندش مقابل اِی‌جِی و نیکی بِلا دفاع کند.
در راو ۱۸ آگوست، روسِف و لانا مشغول شادی بخاطر پیروزی شب قبلشان در سامِراِسلم بودند که مارک هنری وارد صحنه شد. در هفته‌های پس از آن هم روسِف و هنری به یکدیگر حمله کردند و در مسابقات یکدیگر دخالت کردند. در ۵ سپتامبر، در WWE.com اعلام شد که روسِف و هنری در شب قهرمانان به مصاف هم خواهند رفت.
در راو ۸ سپتامبر، رندی اورتن به کریس جریکو که مشغول مداوا شدن در اتاق رختکن بود حمله کرد. در ۹ سپتامبر در WWE.com اعلام شد که در رویداد پیش رو اورتن با جِریکو مبارزه خواهد کرد.
در راو ۲۵ آگوست، سِث رالینز و کین برای دین امبروز به تمسخر مراسم یادبودی گرفته بودند که ناگهان رومن رینز به آن‌ها حمله‌ور شد. در هفته‌های بعدی، رِینز و رالینز (در حالیکه اورتن و کین هم او را همراهی می‌کردند) بارها به هم حمله کردند و در مسابقات هم دخالت کردند. در ۹ سپتامبر در WWE.com اعلام شد که رینز و رالینز در شب قهرمانان با هم روبرو خواهند شد. بااین‌حال در ۲۰ سپتامبر اعلام شد که رینز به علت مشکل فوق حاد به سرعت به بیمارستان منتقل شده و تحت عمل جراحی قرار گرفته‌است و بنابراین در WWE.com اعلام شد که رینز از نظر پزشکی قادر به انجام مسابقه در برابر رالینز در این رویداد نخواهد بود. در شب برگزاری رویداد، رالینز وارد رینگ شد و بخاطر حضور نیافتن رِینز، خود را طبق قانونِ جریمه(Forfeit) برنده مسابقه اعلام کرد.
کریسچن در آغاز رویداد شب قهرمانان، اجرای برنامه پیپ شو(که برنامهٔ مخصوص خودش است) را بر عهده داشت و مهمان ویژه این برنامه کریس جریکو بود.

## نتایج
| #                                                     | نتایج                                                                          | نوع مسابقه                                                    | مدت زمان |
| ----------------------------------------------------- | ------------------------------------------------------------------------------ | ------------------------------------------------------------- | -------- |
| ۱                                                     | گُلداست و اِستارداست پیروز مقابل د اوسوس (جیمی و جِی اوسو)(ق)                     | مسابقه تگ تیم برای قهرمانی کمربندهای تگ تیم                   | ۱۳:۲۷    |
| ۲                                                     | شیمس (ق) پیروز مقابل سِزارو                                                     | مسابقه تک نفره برای قهرمانی کمربند ایالات متحده آمریکا        | ۱۳:۰۶    |
| ۳                                                     | د میز (با همراهی دِیمیِن میزداو) پیروز مقابل دالف زیگلر (ق) (با همراهی آر-زیگلر) | مسابقه تک نفره برای قهرمانی کمربند بین قاره‌ای                 | ۰۹:۲۲    |
| ۴                                                     | سِث رالینز پیروز مقابل رومن رینز با جریمه                                       | مسابقه تک‌نفره                                                 | ۰۱:۱۱    |
| ۵                                                     | روسِف (با همراهی لانا) پیروز مقابل مارک هنری با تسلیم                           | مسابقه تک‌نفره                                                 | ۰۹:۰۱    |
| ۶                                                     | رندی اورتن پیروز مقابل کریس جریکو                                              | مسابقه تک‌نفره                                                 | ۱۶:۲۱    |
| ۷                                                     | ای‌جی لی پیروز مقابل پِیج(ق) مقابل نیکی بِلا با تسلیم                             | مسابقه تریپل ترت برای قهرمانی کمربند دیواز                    | ۰۷:۴۲    |
| ۸                                                     | جان سینا پیروز مقابل براک لزنر (ق) (با همراهی پُل هیمن) با قانون رد صلاحیت      | مسابقه تک نفره برای قهرمانی کمربند دبلیودبلیوئی سنگین‌وزن جهان | ۱۴:۱۰    |
| - (c) – نشان‌دهنده قهرمان(هایی) است که به میدان می‌روند |                                                                                |                                                               |          |

## پسایند
شب بعد در راو، د میز طی یک مسابقه مجدد مقابل زیگلر قرار گرفت که زیگلر موفق به پس گرفتن کمربند و برای سومین بار قهرمان بین قاره‌ای شد. تریپل اچ در مصاحبه هفتگی‌اش با مایکل کول اعلام کرد که یک مسابقه بتل رویال در اسمک‌داون ۲۶ سپتامبر برگزار می‌شود و برنده در همان شب با دالف زیگلر برای کمربند بین قاره‌ای مسابقه خواهد داد.

## بازخورد منتقدین
جیمز کادوِل منتقد PWTorch به مسابقه اصلی این رویداد امتیاز ۳ از ۴ داد. او این مسابقه را «مسابقه‌ای تمام عیار بر سر عنوان قهرمانی» خواند. با این حال او نسبت به تغییر عنوان بین قاره‌ای و دیواز رضایت نداشت. دِیو مِلزتِر، دو مسابقه کمربند ایالات متحده و اورتن-جریکو را «مسابقاتی عالی» خواند و مسابقه کمربند ایالات متحده «همچون یک مسابقه درجه یک با ضربات زیاد و فراز و نشیب‌های فراوان» توصیف کرد.